# Melas
Melas, en förkortning av mitokondriell encefalomyopati, laktacidos och strokeliknande episoder, är en mitokondriell sjukdom som beskrevs första gången 1984. Orsaken till sjukdomen är defekter i mitokondriegenomet, som ärvs rent från den kvinnliga föräldern. Den vanligaste melas-mutationen är mitokondriell mutation, mtDNA, förkortad m.3243A>G.

## Symtom
Mitokondrierna är cellens kraftstation, där kemiska reaktioner omvandlar energi som kroppens olika organ kan använda. Vid melas fungerar inte mitokondrierna som de ska. Detta kan ge symtom från i stort sett hela kroppen, men det är framför allt från vävnader eller organ som behöver mycket energi som fungerar sämre såsom hjärnan.
Typiskt är att patienterna drabbas av upprepade strokeliknande anfall, vanligen redan före 40 års ålder, samt hjärnskada med epilepsi och/eller demens. Till symtomen hör också återkommande anfall med migränliknande huvudvärk och kräkningar samt hörselnedsättning.
Sjukdomen medför en gradvis försämring och ger efter hand symtom från andra organ än hjärnan samt funktionsnedsättningar av varierande svårighetsgrad.
I de flesta fall uppträder tecknen och symtomen på denna störning i barndomen efter en period av normal utveckling. Barn med melas har ofta normal tidig psykomotorisk utveckling fram till symtomdebut mellan 2 och 10 år.
Även om det är mindre vanligt kan sjukdomen debutera tidigt och yttra sig som tillväxthämning och progressiv dövhet. Debut hos äldre barn uppträder vanligtvis som återkommande attacker av migränliknande huvudvärk, anorexi, kräkningar och anfall. Barn med melas visar sig också ofta ha kortväxthet.
De flesta individer med melas drabbas av en ansamling av mjölksyra i kroppen och de kan drabbas av laktacidos. Ökad surhet i blodet kan leda till kräkningar, buksmärtor, extrem trötthet, muskelsvaghet, förlust av tarmkontroll och andningssvårigheter. Mindre vanligt kan personer med melas uppleva ofrivilliga muskelspasmer, nedsatt muskelkoordination (ataxi), hörselnedsättning, hjärt- och njurproblem, diabetes, epilepsi och hormonella obalanser.

## Differentialdiagnos
Differentialdiagnoser till melas är framförallt andra mitokondriella sjukdomar som MERRF, Kearns-Sayres syndrom och progressiv extern oftalmoplegi.

## Genetik

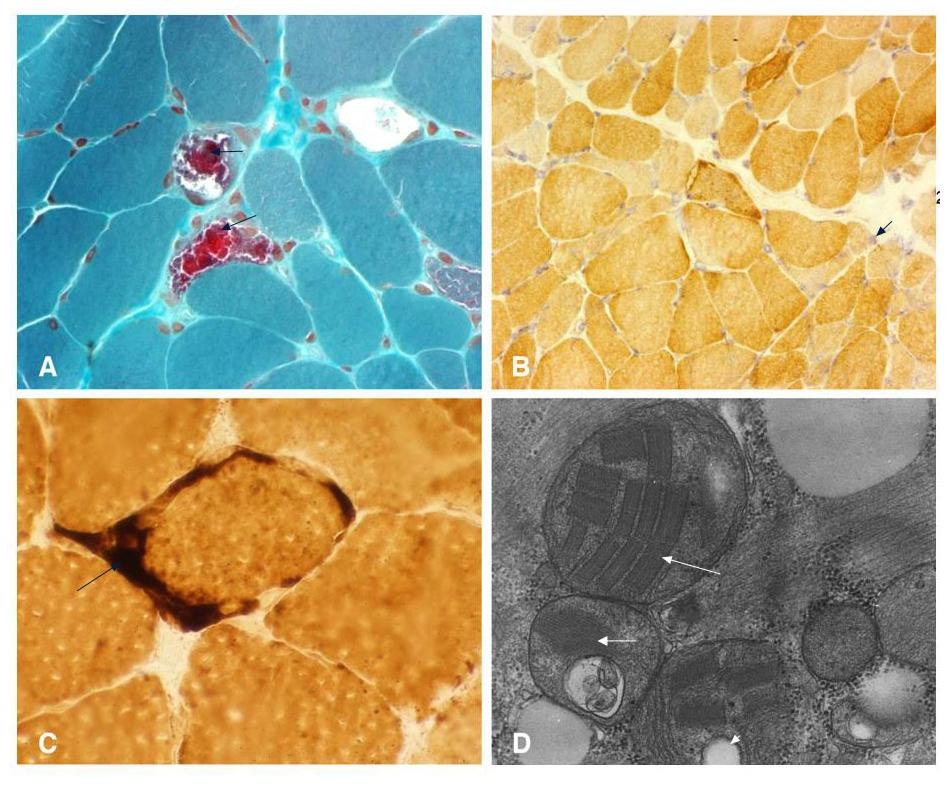
Muskelbiopsi av en person som diagnostiserats med melas men som inte bär på någon känd mutation. (a) Modifierad Gomori-trikromfärgning som visar flera trasiga röda fibrer (pilspets). (b) Cytokrom c-oxidasfärgning som visar lätt färgade typ-1 och typ II-fibrer, mörkare fibrer och några fibrer med onormala samlingar av mitokondrier (pilspets). De cytokrom c-oxidasnegativa fibrerna ses vanligtvis vid melas. (c) Succinatdehydrogenasfärgning som visar några trasiga blå fibrer och intensiv färgning i mitokondrierna i blodkärlen (pil). (d) Elektronmikroskopi som visar onormal samling av mitokondrier med parakristallina inneslutningar (pilspets), osmiofila inneslutningar (stor pilspets) och mitokondriella vakuoler (liten pilspets).

Melas orsakas i de flesta fall av mutationer i generna i mitokondrie-DNA, men det kan också orsakas av mutationer i kärn-DNA.

### NADH-dehydrogenas
Några av generna (MT-ND1, MT-ND5) som påverkas i melas kodar för proteiner som ingår i NADH-dehydrogenas (även kallat komplex I) i mitokondrier, som hjälper till att omvandla syre och enkla sockerarter till energi.

### Transfer-RNA
Andra gener (MT-TH, MT-TL1 och MT-TV) kodar för mitokondriespecifika överförings-RNA (tRNA).
Ungefär 80 procent av mutationerna sker i MT-TL1.

### Arv
Detta tillstånd ärvs i ett mitokondriellt mönster, som också är känt som moderns arv och heteroplasmi. Detta arvsmönster gäller gener som finns i mitokondrie-DNA. Eftersom äggceller, men inte spermier, bidrar med mitokondrier till det utvecklande embryot, är det bara honor som överför mitokondriella tillstånd till sina barn. Mitokondriella störningar kan förekomma i varje generation av en familj och kan drabba både män och kvinnor, men fäder överför inte mitokondriella egenskaper till sina barn. I de flesta fall ärver personer med melas en förändrad mitokondriell gen från sin mamma. Mindre ofta är störningen ett resultat av en ny mutation i en mitokondriell gen och förekommer hos personer utan familjehistoria av melas.

## Diagnos
Man använder följande symtom och fynd för att ställa diagnosen:
- Strokeliknande anfall (synnedsättning och förlamning är vanligast) ofta övergående som debuterar före 40 års ålder och ofta med övergående symtom.
- Neuroradiologi som visar stroke (DT eller MRT).
- Hjärnskada som fortskrider och som yttrar sig som nedsättning av kognitiva funktioner och/eller epilepsi.
- Ökad mängd mjölksyra i blod och/eller ryggvätska och/eller typiska fynd vid muskelbiopsi.
- Återkommande attacker av migränliknande huvudvärk och/eller kräkningar.
- Elektroencefalografi (EEG) ingår i utredningen, eftersom det är vanligt med epilepsi.
- EKG och ultraljud av hjärta.
- Olika former av blodprov.
- Muskler och nerver undersöks neurofysiologiskt.
- Diagnosen bekräftas med analys av mitokondriellt DNA.

Eftersom detta är en mycket ovanlig sjukdom utreds dessa individer vid specialenheter i Sverige.

## Behandling
Det finns ingen botande behandling. Sjukdomen förblir progressiv och dödlig.
Patienter hanteras efter vilka delar av kroppen som påverkas vid en viss tidpunkt. Enzymer, aminosyror, antioxidanter och vitaminer har försökts.
Även följande kosttillskott kan hjälpa:
- CoQ10 har varit till hjälp för vissa melas-patienter.[8] B-komplex 100 rekommenderas då B-vitaminerna är energivitaminerna. Nikotinamid har använts eftersom komplex l tar emot elektroner från NADH och i slutändan överför elektroner till CoQ10.
- Riboflavin har rapporterats förbättra funktionen hos en patient med komplex l-brist och 3250T-C-mutationen.[9]
- Administrering av L-arginin under de akuta och interikala perioderna kan representera en potentiell ny terapi för detta syndrom för att minska hjärnskador på grund av försämring av vasodilatation i intracerebrala artärer på grund av utarmning av kväveoxid.[10][11] Citrullin används också då citrullin gör plasmaargininet högre, dessa doser studeras vid Baylor. Behandling med intravenöst arginin tros slappna av blodkärlen till hjärnan, via kväveoxid.[12]

## Epidemiologi
Den exakta förekomsten av melas är inte känd. Internationellt uppskattas förekomsten till cirka 1–2 per 100 000 personer, vilket skulle motsvara ungefär 100–150 personer i Sverige.